# Персийско-османски войни
Персийско-османските войни или Османско-персийските войни са военни конфликти между Османската империя и Сефевидски Иран в периода 16 – началото на 19 век.
Страните в конфликта си оспорват владението на териториите на Армения, Азербейджан, Грузия, Кюрдистан, Ирак, както и контрола върху стратегически важните търговски пътища през Месопотамия и Закавказието. Османците водят войните срещу персите – шиитите, а иранците – срещу сунитите, които са мнозинство в Османската империя.
Тези войни са 9:
1. Персийско-османска война (1514-1555);
2. Персийско-османска война (1578-1590);
3. Персийско-османска война (1603-1618);
4. Персийско-османска война (1623-1639);
5. Персийско-османска война (1722-1727);
6. Персийско-османска война (1730-1736);
7. Персийско-османска война (1743-1746);
8. Персийско-османска война (1821-1823);
9. Персийската кампания от Първата световна война;